# Bisdom Valence
Het bisdom Valence of voluit bisdom Valence-Die-Trois-Châteaux (Latijn: Dioecesis Valentinensis-Diensis-Tricastinensis) is een rooms-katholiek bisdom in Frankrijk met als bisschopszetel Valence. Het werd opgericht in het Romeinse keizerrijk na het Edict van Milaan in de 4e eeuw en bestaat sindsdien zonder onderbreking. 
Het grondgebied van het bisdom vandaag is deze van het departement Drôme. De bisschopszetel is de Sint-Apollinariskathedraal in Valence gelegen.

## Gallo-Romeins

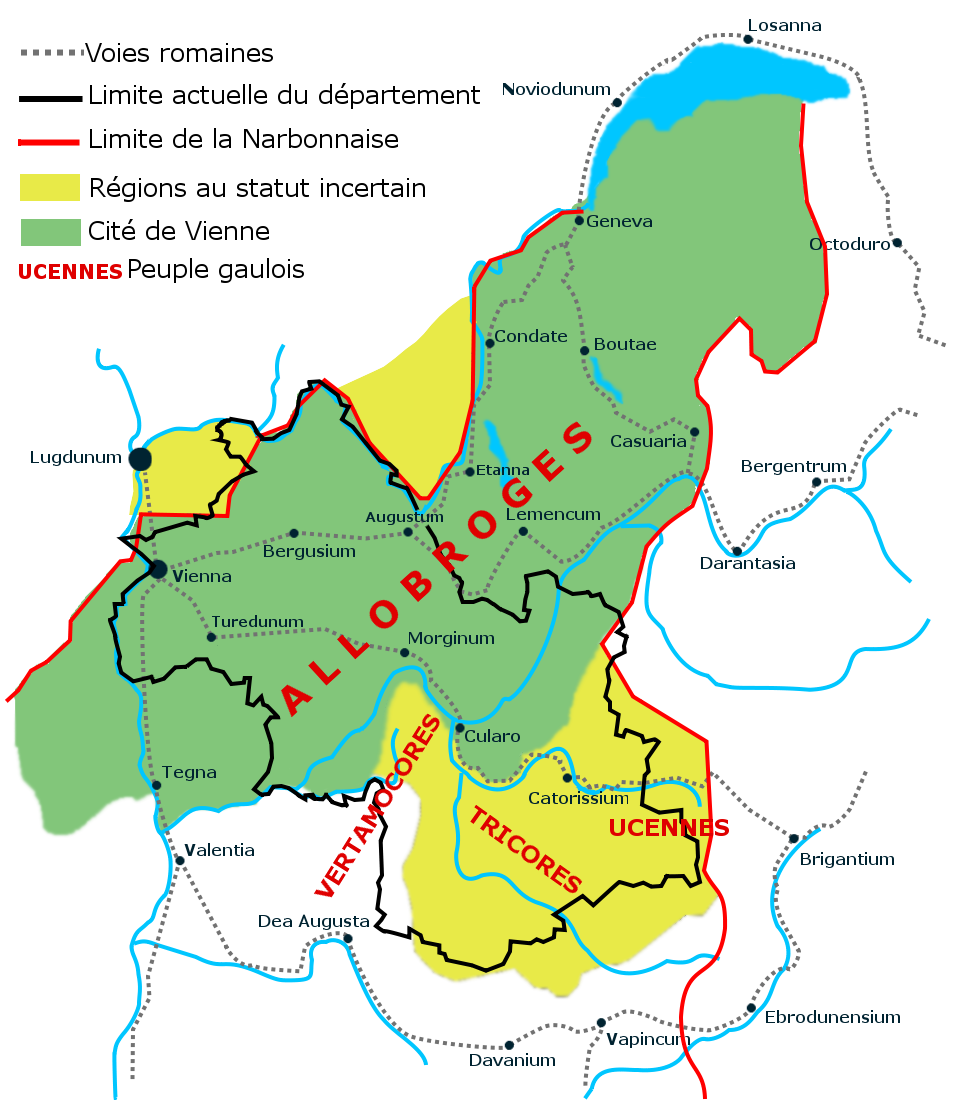
Het land der Allobroges met haar uitgestrekte landbouwdomeinen onder andere in Annecy en Genève.

De kerstening van de Gallo-Romeinse stam der Allobroges begon vanuit Valence, dat als Romeinse stad al fors uitgegroeid was, in vergelijking met de Keltische periode ervoor.

## Territorium
Van 1275 tot 1678 werd het bisdom Die toegevoegd, waarbij de bisschoppen vooral in Valence verbleven. In de middeleeuwen moesten de graaf-bisschoppen van Valence het opnemen tegen de graven van Valence. De unie van de bisdommen Die en Valence door paus Gregorius X was bedoeld om machtiger te staan tegenover deze graven. Gregorius X was nog kanunnik in Valence geweest voor hij paus werd. Het mozaïek van de 4 stromen van het aards paradijs dat zich bevindt in Die, werd het symbool van het hele bisdom. Het bisdom Valence behoorde tot de Franse Revolutie tot de provincie Dauphiné.
Met het concordaat van 1801 werd het grootste deel van het afgeschafte bisdom Saint-Paul-Trois-Châteaux toegevoegd aan Valence. Ook een deel van het aartsbisdom Vienne kwam bij Valence (1801). Vanaf 1847 werden de bisschoppen van Valence automatisch lid van de pauselijke adel, met de titel van pauselijke graaf; deze beslissing knoopte aan met de traditie dat de bisschoppen van Valence graaf-bisschoppen waren in de middeleeuwen. In 1911 mochten de bisschoppen van Valence de titels van de afgeschafte bisdommen Die en Saint-Paul-Trois-Châteaux toevoegen aan hun bisschopstitel.
Met de hervorming van de Franse bisdommen door paus Johannes-Paulus II wisselde het bisdom Valence van kerkprovincie: van Avignon naar Lyon.

## Paus Pius VI
Toen paus Pius VI werd gevangen genomen door Napoleon Bonaparte, werd deze naar Valence gesleept. Pius VI stierf er in 1799. De clerus in Parijs sprak over hem in de grafrede: Pius VI, in sede magnus, ex sede major, in coelo maximus. Bakkers in Valence bakken een speciale koek, de Suisse de Valence. Deze herinnert aan de Zwitserse soldaten die Pius VI vergezelden in Valence.

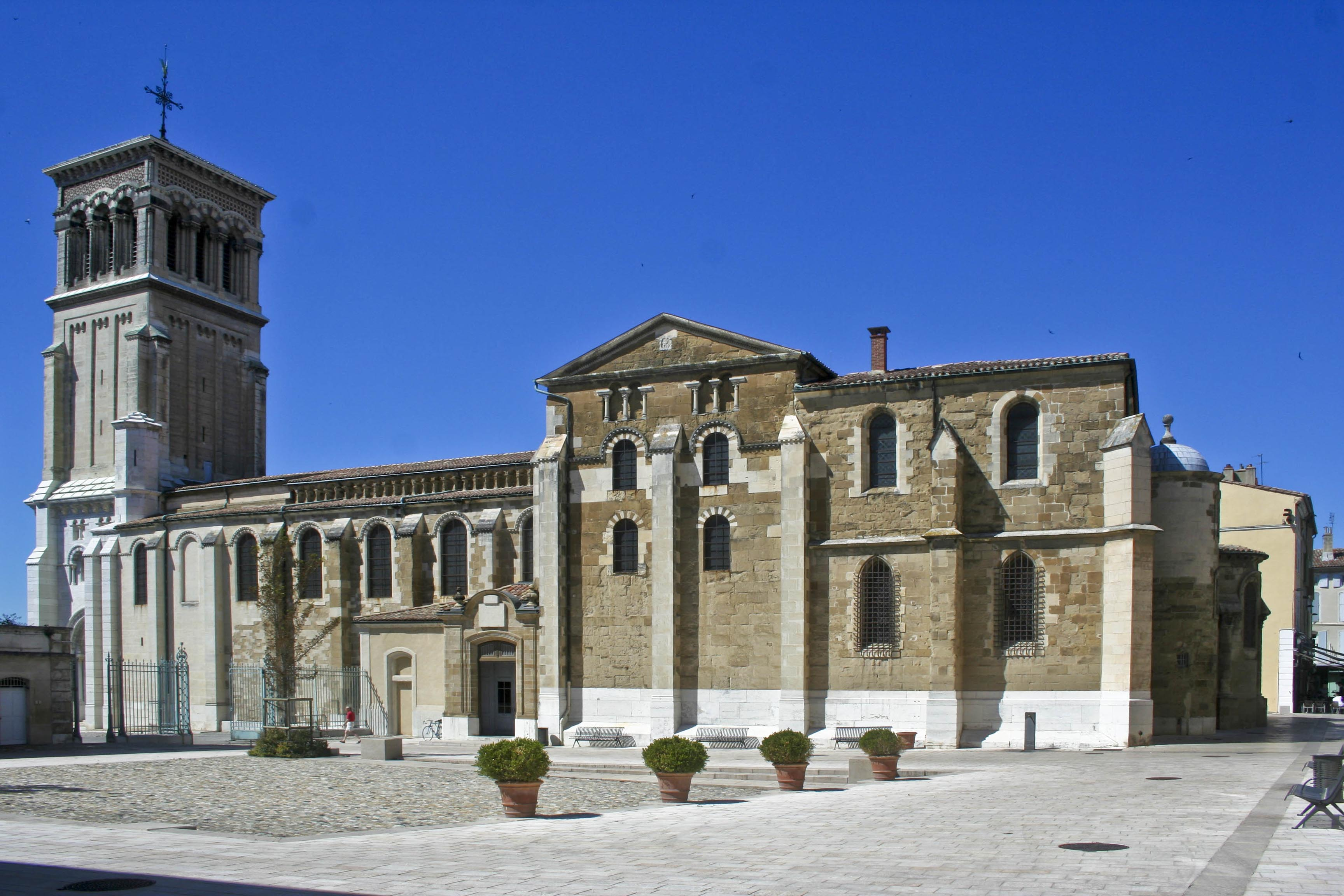
Kathedraal Sint-Apollinaris in Valence
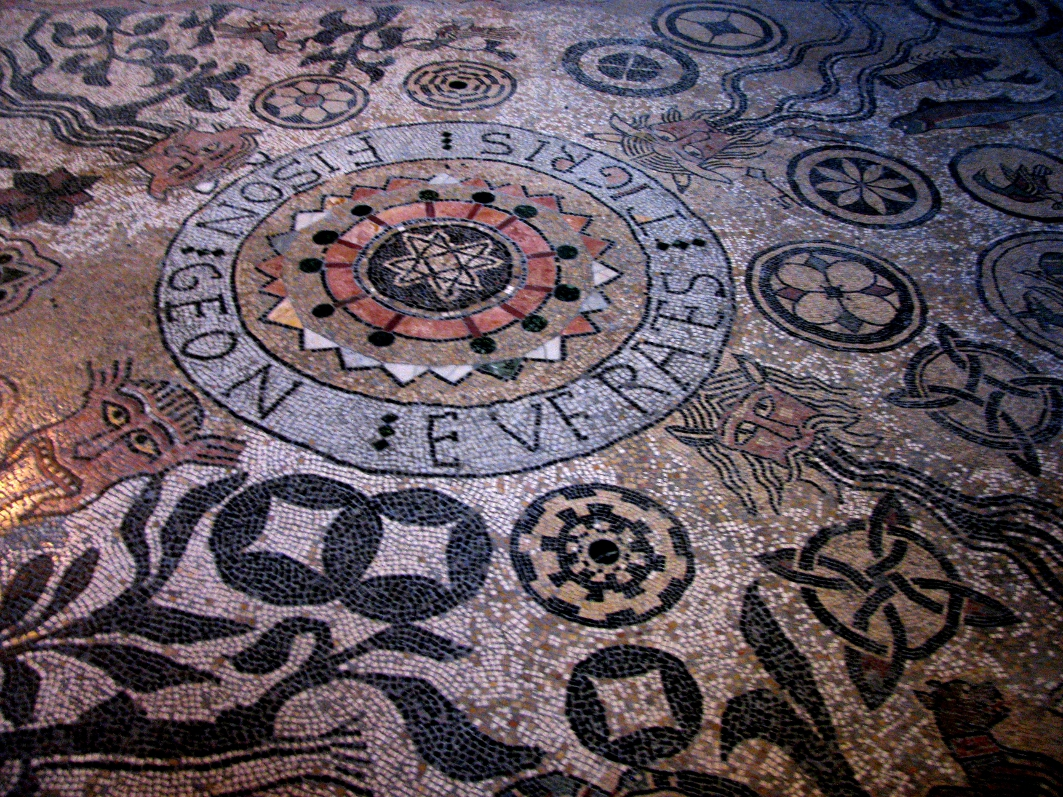
Mozaïek van de 4 stromen in het Aards paradijs (Die), symbool van het bisdom Valence

## Enkele bisschoppen
- Filips I van Savoye, 13e eeuw
- Jean de Genève, 13e eeuw
- Antoine Duprat, 16e eeuw
- kardinaal de Guise, 16e eeuw
- François Bécherel, 19e eeuw
- Emmanuel de Gibergues, 20e eeuw